# Simone Nieweg
Simone Nieweg (* 1962 in Bielefeld) ist eine deutsche Fotografin der Düsseldorfer Fotoschule.

## Leben und Werk
Simone Nieweg studierte von 1984 bis 1990 an der Staatlichen Kunstakademie Düsseldorf Fotografie bei Bernd Becher. Ihr Studium schloss sie als seine Meisterschülerin ab. Sie gehört zur zweiten Generation der Becher-Schüler.
Von 2005 bis 2006 war Nieweg Artiste in residence an der Cité Internationale des Arts in Paris.

Simone Nieweg fotografiert die Natur. Ihre Motive wirken unaufgeregt und ländlich: Ackerflächen, Wiesen, Kleingärten, Getreidefelder, Gemüsebeete – auch Kürbisse, Wirsing und Steckrüben finden sich. Gartenzäune und Gartenhäuschen kommen auch vor. Menschen findet man in ihren Fotografien nicht.
"Alles in Simone Niewegs Fotografien scheint aus vielfachen Begegnungen bekannt und vertraut. Dennoch leuchten die Dinge in einer besonderen Gegenwärtigkeit, die uns sonst fremd ist. Denn durch eine Neueinstellung des Blicks auf die sichtbare Welt wird der dauernde Strom der bekannten Phänomene hier plötzlich angehalten und in eine andere Ordnung überführt, die ihn von den Mustern einer routinierten, allein identifizierenden Wahrnehmung befreit." Heinz Liesbrock
Simone Nieweg lebt und arbeitet in Düsseldorf.

## Ausstellungen (Auswahl)
- 2024: Galerie Haus Schlangeneck, Euskirchen
- 2023/24: Die Photographische Sammlung der SK Stiftung Kultur, Simone Nieweg. Pflanzungen, Schuppen, Ackerland. Von der Arbeit in der Natur
- 2021: Galerie Haus Schlangeneck. Euskirchen
- 2017: Galerie m, Bochum[4]
- 2016: Gallery Luisotti, Santa Monica, California, USA
- 2015: Galerie m, Bochum[5]
- 2012: Josef Albers Museum Quadrat, Bottrop[6]
- 2010: Galerie m, Bochum[7]
- 2008: Galerie Luisotti, Santa Monica, California, USA
- 2006: Kunstverein Recklinghausen
- 2004: National Museum of Photography, Film and Television, Bradford, Großbritannien[8]
- 2003: Siegerlandmuseum, Siegen; Kunsthalle Wilhelmshaven, Wilhelmshaven
- 2002: Margarete Roeder gallery, New York
- 2002: Huis Marseille, Foundation for Photography, Amsterdam, Niederlande; Suermondt-Ludwig-Museum, Aachen;  Siegerlandmuseum, Siegen
- 2001: Galerie der Stadt Wels, Österreich; Galerie Fotohof, Salzburg, Österreich
- 2000: Lippische Gesellschaft für Kunst, Schloss Detmold; Galerie Konrad Fischer, Düsseldorf
- 1999: Showroom Lothar Schirmer/Mosel, München; Galerie T19, Wien, Österreich
- 1996: Westfälischer Kunstverein Münster
- 1991: Micheline Szwajcer, Antwerpen, Belgien
- 1990: Galerie Konrad Fischer, Düsseldorf

## Publikationen
- Simone Nieweg: Der Wald, die Bäume, das Licht. München 2016, ISBN 978-3-8296-0750-6
- Simone Nieweg: Landschaften und Gartenstücke. Begleitbuch zur Ausstellung im Huis Marseille, Amsterdam. München 2002, ISBN 978-3-8296-0040-8
- Simone Nieweg: Natur der Menschen. Begleitbuch zur Ausstellung Josef Albers Museum, Bottrop. München 2012, ISBN 978-3-8296-0583-0.[9]
- Simone Nieweg: Grabeland. Rheinisches Landesmuseum Bonn, 2001.
- Simone Nieweg: Felder und Gärten. Westfälischer Kunstverein Münster, 1996, ISBN 3-925047-37-9